# Lateefa Al Gaood
Lateefa Al-Gaood (en arabe : لطيفه القعود) est une femme politique bahreïnienne.
En 2006, elle est devenue la première candidate féminine à être élue au Conseil des représentants de Bahreïn. Elle a remporté la victoire par défaut après le retrait des deux autres candidats de sa circonscription en octobre, juste avant le début de la campagne électorale. Elle a également été la première femme de la région du Golfe Persique à remporter une élection législative générale. Elle représente la 6e circonscription du gouvernorat méridional. En raison de son échec électoral précédent, elle a présenté sa candidature pour une circonscription différente en 2006 afin d'augmenter ses chances d'être élue. Elle est actuellement[Quand ?] la seule femme membre du Conseil des représentants,,.
Elle est diplômée de l'Université de Nottingham en 1996. Elle détient également des diplômes de l'Université de Helwan en Égypte ainsi que de la Darden School of Business de l'Université de Virginie. Elle a travaillé auparavant pour le ministère des Finances de Bahreïn,.